# Hatrival
Hatrival (Waals: Atrivå) is een deelgemeente van de Belgische gemeente Saint-Hubert. Hatrival ligt in de provincie Luxemburg en was tot 1 januari 1977 een zelfstandige gemeente.

## Demografische ontwikkeling
- Bronnen:NIS, Opm:1831 tot en met 1970=volkstellingen

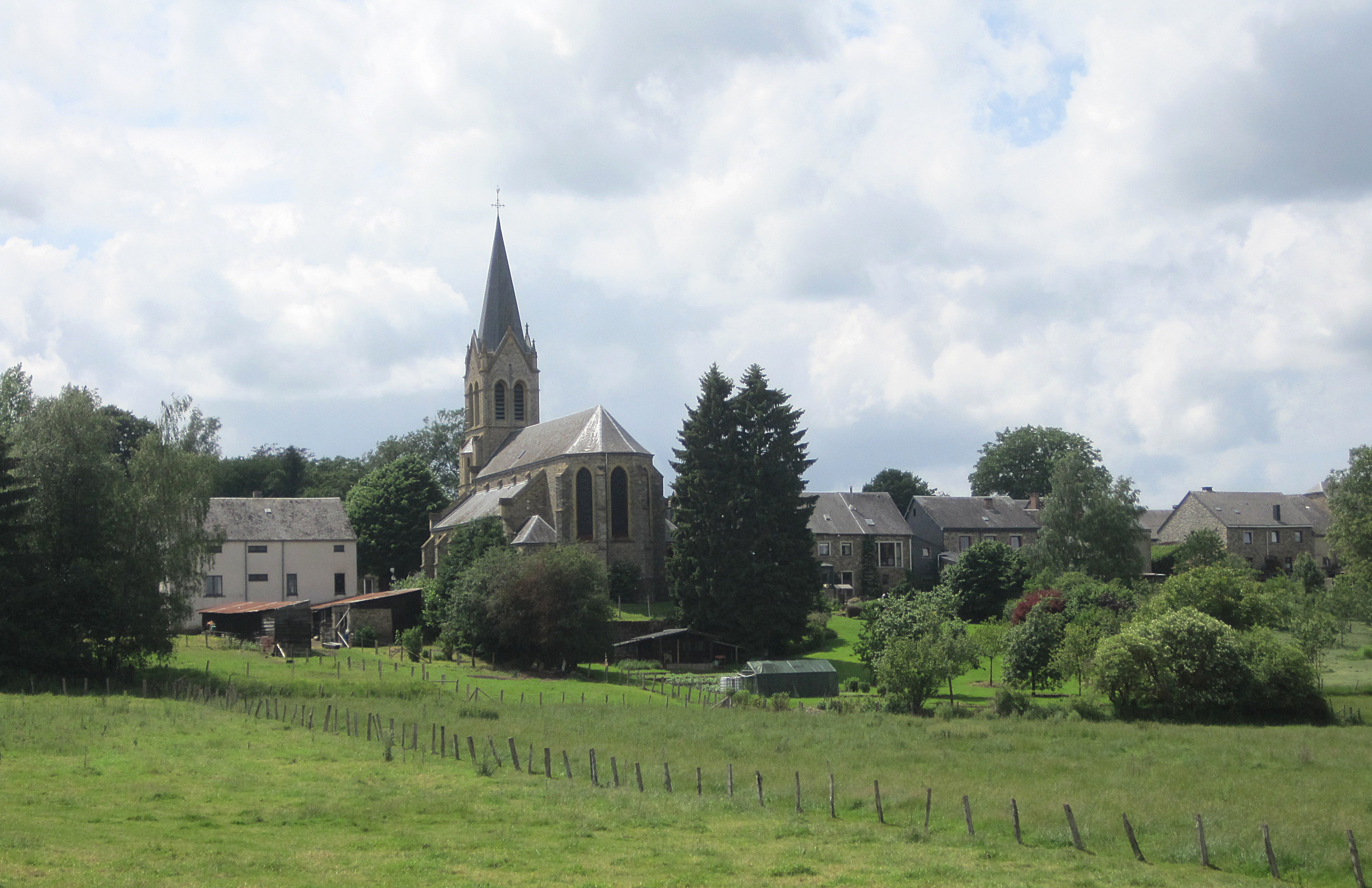
Het dorp in de zomer.

Deelgemeenten: Arville · Awenne · Hatrival · Mirwart · Saint-Hubert · Vesqueville

Overige plaatsen: Lorcy · Poix-Saint-Hubert

Belgische gemeenten · Arrondissement Neufchâteau · Luxemburg · Wallonië